# جوی اوفما
جوی اوفما، همچنین شناخته‌شده با نام جوی کانسل (زادهٔ ۱۹۴۲)، یک پرستار و مرگ‌شناس بازنشستهٔ آمریکایی است. او به دلیل فعالیت‌هایش در زمینهٔ کار با افراد مبتلا به بیماری‌های لاعلاج در ایالت پنسیلوانیا شناخته می‌شود و نخستین پرستار-مرگ‌شناس در این کشور بود. اوفما پس از پخش گزارشی دربارهٔ او در برنامهٔ ۶۰ دقیقه مورد توجه ملی قرار گرفت. اوفما به عنوان متخصص بالینی در مطالعات مرگ‌شناسی در مرکز پزشکی آپر چساپیک و بیمارستان هارفورد مموریال فعالیت می‌کرد. لیندا لاوین در یک فیلم تلویزیونی سال ۱۹۸۱ با عنوان مسئلهٔ مرگ و زندگی نقش اوفما را ایفا کرد.

## زندگی و تحصیلات
مادر او، سسیلیا کانسل (۱۹۱۶–۱۹۸۴) از الدورادو، پنسیلوانیا بود، و پدرش، ارنست ویکتور کانسل (۱۹۱۷–۱۹۶۵)، یک ماشین‌کار در راه‌آهن پنسیلوانیا در آلتونا بود. اوفما پس از ترک دبیرستان، در سال ۱۹۶۱ در دورهٔ آموزش پرستاری بیمارستان آلتونا مردود شد. پس از مدتی کار به عنوان کمک‌یار روان‌پزشکی در بیمارستان ایالتی وارن، به هریسبورگ بازگشت و آموزش پرستاری خود را در دانشگاه اجتماعی هریسبورگ تکمیل کرد. اوفما مدرک کارشناسی و کارشناسی ارشد خود را از دانشگاه کلمبیا پسیفیک دریافت کرد.

## حرفه
علاقهٔ اوفما به کمک به بیماران در حال مرگ زمانی آغاز شد که در سال ۱۹۷۲ به عنوان پرستار اورولوژی کار می‌کرد. او پس از شنیدن سخنرانی الیزابت کوبلر-راس، بیمارستان را متقاعد کرد که اجازه دهد از بیماران لا علاج مراقبت کند. اوفما از کتاب کوبلر-راس با عنوان دربارهٔ مرگ و مردن به عنوان یک تأثیرگذار نام برده است. در کار خود، او چندین آرزوی آخر بیمارانش را برآورده کرد که این موضوع باعث شکایت برخی همکارانش شد که او استقلال بیش از حدی دارد.
او پس از پخش یک گزارش ۱۴ دقیقه‌ای دربارهٔ او در برنامهٔ تلویزیونی ۶۰ دقیقه در ژانویه ۱۹۷۷، مورد توجه ملی قرار گرفت. در نتیجه، پزشکان ارجاعات بیشتری به او دادند. این برنامه توجه لیندا لاوین را جلب کرد که با او تماس گرفت تا دربارهٔ ساخت فیلمی از زندگی‌اش صحبت کند. با این حال، شهرت بیشتر اوفما باعث ایجاد تنش‌هایی با مدیریت بیمارستان شد و در سال ۱۹۷۸ از سمت خود استعفا داد. فیلمی دربارهٔ اوفما با عنوان مسئلهٔ مرگ و زندگی در تاریخ ۱۳ ژانویه ۱۹۸۱ از شبکهٔ سی‌بی‌اس پخش شد.
یکی از نخستین نوشته‌های اوفما، مقاله‌ای با عنوان چه بگوییم به اعضای خانواده پس از یک مرگ بود. او همچنین مقالاتی را برای مجله آمریکایی مراقبت‌‌های آسایشگاهی نوشته است. او به عنوان مدرس مهمان و مشاور در چندین مدرسه و مرکز پزشکی فعالیت داشته است. در سال ۱۹۸۴، او کتاب همراهان کوتاه‌مدت را دربارهٔ تجربیات خود به عنوان یک پرستار مرگ‌شناس در بیمارستان هریسبورگ منتشر کرد. در سال ۱۹۹۱، او در ویدیویی با عنوان مواجهه با مرگ و مردن حضور داشت. در سال ۲۰۰۷، او بینش‌هایی دربارهٔ مرگ و مردن را منتشر کرد که مجموعه‌ای از مقالاتش از سال ۱۹۸۷ برای یک مجلهٔ پرستاری بود. او همچنین عضو انستیتوی جامعه، اخلاق و علوم زیستی، انجمن آموزش و مشاوره مرگ و کمیته اجرایی شبکه مراقبت‌های تسکینی پنسیلوانیا بوده است.
اوفما یک مرکز خصوصی مشاوره مرگ در هریسبورگ تأسیس کرد که پس از یک سال فعالیت به دلیل مشکلات مالی تعطیل شد. او در مارس ۱۹۸۰ مرکز مشاوره هاسپیس شهرستان لنکستر را افتتاح کرد. او بیماران را مصاحبه می‌کرد و تیمی از کارکنان پزشکی و سایر متخصصان را برای نظارت بر داوطلبان و هدایت گروه‌های حمایتی خانواده‌های بیماران تشکیل داد. فعالیت‌های ملی اوفما باعث شد که زمان کمتری را در لنکستر سپری کند و در اکتبر ۱۹۸۲ از او خواسته شد که از سمت خود کناره‌گیری کند. اوفما در ژوئن ۱۹۹۱ هاسپیس یورک هاوس را برای بیماران مبتلا به ایدز در مراحل پایانی بیماری خریداری کرد که شش ماه بعد آغاز به کار کرد. پس از پیشنهاد اوفما، این هاسپیس در ۲۲ نوامبر ۱۹۹۶ به دلیل مشکلات مالی تعطیل شد. اوفما پیش از بازنشستگی به عنوان متخصص بالینی مرگ‌شناسی در مرکز پزشکی آپر چساپیک در بیمارستان هارفورد وابسته به دانشگاه سیستم پزشکی مریلند کار می‌کرد.
بسیاری از داوطلبان پزشکی اظهار داشته‌اند که اوفما بر انتخاب مسیر شغلی آن‌ها در این حوزه تأثیر گذاشته است. اوفما از بیماران خود دربارهٔ احساساتشان در مواجهه با بیماری سخت سؤال می‌کرد و آن‌ها را تشویق می‌کرد که کنترل باقی‌ماندهٔ زندگی خود را در دست بگیرند. او نخستین پرستار مرگ‌شناس در ایالات متحده بود.

## افتخارات
اوفما در سال ۱۹۸۰ جایزهٔ «پنسیلوانیایی برجسته» را دریافت کرد. در سال ۲۰۰۴ نیز از سوی بنیاد منطقه مدرسه آلتونا به عنوان برندهٔ جایزهٔ «فارغ‌التحصیل برجسته» معرفی شد.